# کبوتردریایی بارولو
کبوتردریایی بارولو (نام علمی: Puffinus baroli) نام یک گونه از سرده کبوتردریایی‌های آب‌شکاف است.